# Sonate voor fluit, altviool en harp (Debussy)
De sonate voor fluit, altviool en harp (L 137) van Claude Debussy werd geschreven in 1915. Debussy droeg het werk op aan zijn vrouw Emma. Het werk had haar Parijse première op 9 maart 1917 tijdens een liefdadigheidsconcert, maar was al eerder uitgevoerd.
De sonate is een van de laatste werken van Debussy, in hetzelfde jaar gecomponeerd als de sonate voor cello en piano en het werk En blanc et noir. De bezetting van een enkele bezette fluit, altviool en harp was nog nooit eerder toegepast in een kamermuziekwerk. De combinatie zorgt voor een zachte en melancholieke klanksfeer met oosterse accenten. In navolging van dit stuk zijn er door veel andere componisten ook stukken geschreven voor deze combinatie. Volgens Léon Vallas had Debussy aanvankelijk het voornemen om dit werk te schrijven voor fluit, hobo en harp. Later besloot hij dat het timbre van de altviool een betere combinatie zou zijn met de fluit dan dat van de hobo. 
De sonate bestaat uit drie delen, en een gemiddelde uitvoering duurt een kleine twintig minuten:
1. Pastorale. Lento, dolce rubato
2. Interlude. Tempo di minuetto
3. Finale. Allegro moderato ma risoluto

## Eerste uitvoeringen
De eerste uitvoeringen van het werk waren een soort try-outs. De eerste vond plaats in Boston op 7 november 1916 door plaatselijke musici. De tweede uitvoering van het werk dat tot stand kwam in september en oktober 1915 werd gegeven bij Jacques Durand thuis, Debussy's uitgever. De uitvoerenden waren Albert Manouvrier (fluit), Darius Milhaud (altviool) en Jeanne Dalliès (harp) op 10 december 1916. Vervolgens ging het stuk naar Londen voor een uitvoering op 2 februari 1917 in de Aeolian Hall door Albert Fransella, H. Waldo Warner en Miriam Thimothy tijdens een concert dat eigenlijk gegeven zou worden door het London String Quartet (Thompson, 1968). De Franse première vond plaats tijdens een liefdadigheidscncert op 9 maart 1917 in de Salle Laurent met opnieuw Manouvrier, S. Jarecki en Pierre Jamet (Walker, 1988).